# 1063
1063 (MLXIII) var ett normalår som började en onsdag i den julianska kalendern.

## Händelser

### Okänt datum
- Svenskarna besegras av norrmännen i slaget vid Vänern.
- Sagosamlingen Kathasaritsagara börjar utarbetas.
- Sancho I blir kung över Aragonien.

## Födda
- Zaida av Sevilla, möjligen drottning av Kastilien.

## Avlidna
- 8 maj – Ramiro I, Aragoniens förste kung.
- 4 september – Togrul Beg, härskaren i den turkiska Seldjukdynastin.
- 11 september – Bela I, kung av Ungern.
- Oktober – Silvester III, född Giovanni di Crescenzi–Ottaviani, påve från 20 januari till 10 mars 1045.